# Opacionka
Opacionka [pronunciación en polaco: /ɔpaˈt͡ɕɔŋka/] es un pueblo ubicado en el distrito administrativo de Gmina Brzostek, dentro del Distrito de Dębica, Voivodato de Subcarpacia, en el sur de Polonia oriental. Se encuentra aproximadamente a 23 kilómetros al sur de Dębica y a 44 kilómetros al suroeste de la capital regional Rzeszów.
El pueblo tiene una población aproximada de 450 habitantes.